# 1912
1912 (MCMXII) fue un año bisiesto comenzado en lunes en el calendario gregoriano.

## Acontecimientos

### Enero
- 1 de enero: se establece la República de China.
- 4 de enero: se funda en La Línea de la Concepción un nuevo equipo de fútbol llamado Real Balompédica Linense club decano del campo de Gibraltar.
- 6 de enero: 
  - Nuevo México comienza a formar parte de Estados Unidos como cuadragésimo séptimo Estado.
  - El geofísico Alfred Wegener presenta su teoría de la deriva continental.
- 8 de enero: en Sudáfrica se funda el partido Congreso Nacional Africano.
- 17 y 18 de enero: el explorador británico Robert F. Scott llega al Polo Sur, poco más de un mes después de que llegara el noruego Roald Amundsen.
- 28 de enero: en Ecuador, tiene lugar La Hoguera Bárbara, evento en el cual una «chusma organizada» asesina y arrastra por las calles al expresidente Eloy Alfaro, además de Medardo Alfaro, Flavio Alfaro, Ulpiano Páez, Luciano Coral, y Manuel Serrano, líderes de la Revolución liberal, y queman sus cadáveres.

### Febrero
- 2 de febrero: en Alemania se inaugura el nuevo alumbrado público de gas de neón.
- 3 de febrero: los reyes de España salen de Madrid hacia Ferrol con objeto de asistir a la botadura del "España", nuevo buque acorazado de la Armada.
- 5 de febrero: se bota el acorazado España, primero de los barcos de guerra construidos tras la destrucción de la Marina española en las guerras de Cuba y Filipinas.
- 6 de febrero: Colombia: circula el primer ejemplar del diario El Colombiano de Medellín.
- 9 de febrero: se inundan algunos barrios de Sevilla por el desbordamiento del Guadalquivir.
- 10 de febrero: se aprueba en Argentina la Ley Sáenz Peña
- 12 de febrero: Sun Yat-sen renuncia y Yuan Shikai asume la Presidencia de China.
- 13 de febrero: El Congreso de la Nación Argentina otorga a una empresa, la construcción de la línea B del subterráneo.
- 14 de febrero: Arizona es admitido como el cuadragésimo octavo Estado de la Unión.
- 17 de febrero: Fallece Edgar Evans, uno de los compañeros de Robert Falcon Scott en la tristemente finalizada expedición al Polo Sur de 1911-1912.
  - En España se suspenden las sesiones de las Cámaras con motivo del carnaval.
  - En el Palau de la Música Catalana se celebra una asamblea de la Unión de Viticultores.
- 23 de febrero: 
  - Italia bombardea Beirut (Líbano). Comienza la guerra entre Italia y Turquía.
  - En Suiza, se inician las obras del túnel del Jungfrau, a 3457 m de altura.
- 29 de febrero: en Tandil (Argentina), se cae la Piedra movediza.

### Marzo
- 1 de marzo: Albert Berry salta de un aeroplano para probar el primer paracaídas.
- 6 de marzo: el ejército italiano se convierte en el primero en usar dirigibles en una guerra, cuando dos dirigibles bombardearon un campamento militar turco en Janzur.
- 17 de marzo: Lawrence Oates, miembro de la expedición al polo sur de Robert Falcon Scott, sabiéndose agonizante y para no retrasar a sus compañeros, abandona la tienda (el día de su cumpleaños) diciendo: «I am just going outside and may be some time» (salgo un momento afuera, y puede ser un rato). Jamás regresó.
- 26 de marzo:  Un capítulo póstumo que ya pronosticaba Robert Falcon Scott, quien deja escritas unas palabras de despedida. El último soplo cálido y vivo que sobrevivió al hielo. El último grito de esperanza. "Perseveraremos hasta el final, pero cada vez nos encontramos más débiles, por supuesto, y el fin no puede estar lejos. Es una pena, pero no creo que pueda escribir más. Por el amor de Dios, cuidad de nuestra gente"
- 27 de marzo: Yukio Ozaki, alcalde de Tokio regala 3000 cerezos al gobierno estadounidense para ser plantados en Washington D. C., para simbolizar la amistad entre los dos países.[1][2]
- 29 de marzo: Los tres miembros restantes del equipo de Scott en el Polo Sur se quedaron sin comida y sin combustible.  Murieron juntos, con Edward Adrian Wilson y Henry Robertson Bowers en posición durmiente y Robert Falcon Scott situado entre ellos, con su saco abierto y un brazo sobre Wilson.
- 30 de marzo: La Tercera República Francesa establece el Protectorado francés de Marruecos.

### Abril
- 1 de abril: en la ciudad de Buenos Aires se funda el Club Atlético Ituzaingo
- 2 de abril: ocurre un eclipse parcial de Luna.[3]
- 10 de abril: El transatlántico Titanic zarpa de Southampton con destino a Nueva York
- 12 de abril: en Tuguegarao (Filipinas) se registra la temperatura más alta en la Historia de ese país: 42,2 °C (107,9 °F).

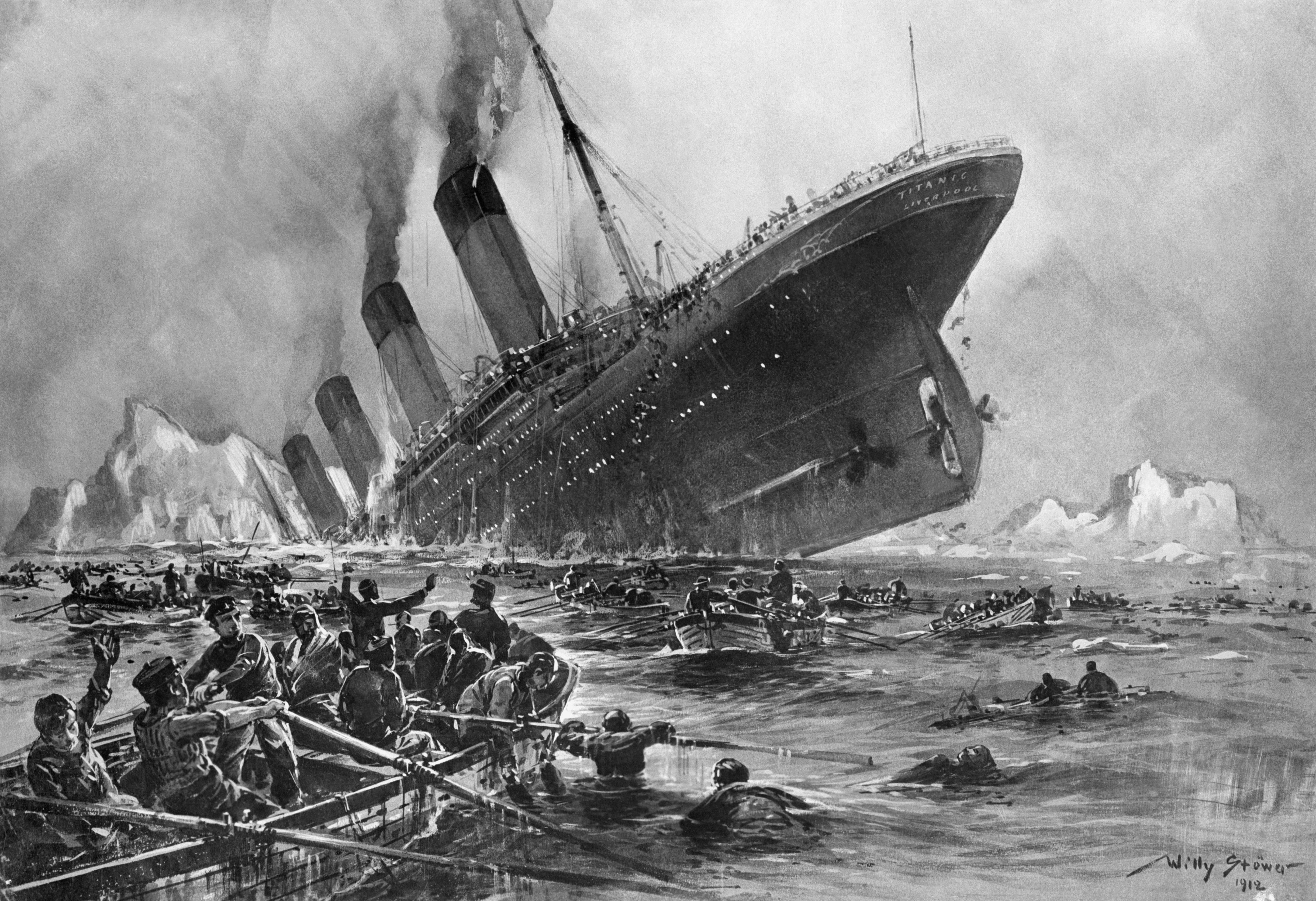
El Titanic se hunde el 15 de abril de 1912.

- 14 de abril: en medio del océano Atlántico, el transatlántico  Titanic ―que realizaba su viaje inaugural desde Southampton a Nueva York con 2200 personas a bordo― colisiona con un iceberg a las 23:40 h, lo que causaría su hundimiento menos de tres horas después.
- 15 de abril: en medio del océano Atlántico, termina de hundirse el  Titanic, a las 2:20 h de la madrugada. Se pierden 1496 vidas.
- 18 de abril: el RMS Carpathia llega a Nueva York tras rescatar a 712 supervivientes del hundimiento del Titanic.
- 30 de abril:
  - Se funda el equipo América Futebol Clube, en la ciudad brasileña de Belo Horizonte.
  - Carl Laemmle junto a Mark Dintenfass y otras personas fundan la popular empresa de cine Universal Pictures.

### Mayo
- 6 de mayo: en Nueva York, sufragistas realizan una manifestación feminista.
- 8 de mayo: Adolph Zukor funda la empresa de cine Paramount Pictures.
- 9 de mayo: se publica el primer número de la revista Mundo Galante.
- 17 de mayo: 
  - En Bionassay, a 2400 metros se construye la vía férrea más elevada de los Alpes.
  - Por decreto legislativo son adoptados legalmente como símbolos patrios el escudo y la bandera de El Salvador.
- 23 de mayo: en Birmania se registra un fuerte terremoto de 7,9.

### Junio
- 4 de junio: en Santiago de Chile se funda el Partido Obrero Socialista, que dará origen al Partido Comunista de Chile.
- 6-8 de junio: en Alaska entra en erupción el monte Novarupta.
- 9 de junio: en el pueblo de Villisca (estado de Iowa) suceden los asesinatos del hacha, un homicidio que nunca se pudo resolver.
- 13 de junio: en Moscú (Imperio ruso), 800 metros al suroeste del Kremlin de Moscú se inaugura ceremoniosamente el Museo de Bellas Artes del Emperador Alejandro III, actualmente denominado Museo Pushkin.
- 25 de junio: en Alcorta (Argentina) se inicia la rebelión agraria conocida como el Grito de Alcorta.

### Julio
- 1 de julio: se funda la entidad deportiva Argentina Club Almirante Brown
- 17 de julio: se funda la Asociación Internacional de Federaciones de Atletismo bajo el nombre de Federación Internacional de Atletismo Amateur (en inglés, International Amateur Athletics Federation) por representantes de 17 federaciones nacionales de atletismo, en su primer congreso celebrado en Estocolmo (Suecia).
- 24 de julio: en México se funda la Escuela Libre de Derecho.
- 30 de julio: en España se fundan los Exploradores de España (inicio oficial del Escultismo en España).

### Agosto
- 9 de agosto: en Turquía se registra un terremoto de 7,4 que deja 3.000 fallecidos.
- 14 de agosto: Tropas estadounidenses, al mando del general Butler, invaden Nicaragua y ocupan las calles de su capital, Managua. Los marines estadounidenses han respondido de este modo a la llamada de auxilio emitida por el debilitado presidente nicaragüense Adolfo Díaz, incapaz de contener la insurrección popular contra el Gobierno que amenaza con derrocarlo

### Septiembre
- 22 de septiembre: Se funda la Casa del Obrero Mundial en la Ciudad de México.

### Octubre
- 1 de octubre: en Paraguay se funda el club de fútbol Club Cerro Porteño
- 8 de octubre: Montenegro declara la guerra al Imperio otomano, comenzando la primera guerra de los Balcanes.
- 14 de octubre: en Milwaukee, Wisconsin, Theodore Roosevelt sobrevive a un atentado.
- 18 de octubre: Italia y el Imperio Otomano firman el tratado de Lausana, lo que da fin a la Guerra italo-turca, por lo que Libia pasa a ser una colonia italiana.

### Noviembre
- 5 de noviembre: Elecciones presidenciales de Estados Unidos de 1912. El demócrata Woodrow Wilson vence cómodamente al presidente republicano William Howard Taft, que no logra la reelección, y al candidato progresista, Theodore Roosevelt por una sobrada ventaja de 335 votos electorales para los demócratas, 108 para los republicanos y 88 para los progresistas.
- 12 de noviembre: en la Puerta del Sol (Madrid) es asesinado José Canalejas, presidente del Gobierno español.
- 19 de noviembre: en Acambay, México, se registra un terremoto de 6,9 que deja un saldo de 161 muertos.
- 21 de noviembre: Se funda el Club Deportivo Tenerife.
- 23 de noviembre: En Colombia se funda el primer equipo colombiano The Cali Football  Club

### Diciembre
- 8 de diciembre: Los hermanos Di Domenico estrenan el cine en Colombia.
- 21 de diciembre: 
  - Dinamarca, Noruega y Suecia declaran su neutralidad en caso de guerra.
  - En México, los rebeldes mandados por Pascual Orozco se apoderan de Casas Grandes (Chihuahua).
- 28 de diciembre: en Mérida se funda el club de fútbol Sportiva Emeritense (actual Mérida Asociación Deportiva).

### Fecha desconocida
- El Tíbet se declara independiente.
- En Sevilla, los Caños de Carmona son demolidos por reajustes en la ciudad.
- En Canarias se crean los siete Cabildos Insulares, organismos exclusivos de estas islas, con cierta autonomía política, administrativa, económica y fiscal.

## Arte y literatura
- Alexander Berkman: Memorias de un anarquista en prisión.
- Edgar Rice Burroughs: Una princesa de Marte.
  - Tarzán de los monos.
- Arthur Conan Doyle: El mundo perdido.
- Carl Gustav Jung: Transformaciones y símbolos de la libido.
- Franz Kafka: Contemplación.
  - La condena.
- Antonio Machado: Campos de Castilla.
- Thomas Mann: La muerte en Venecia.
- Ezra Pound: Ripostes.
- Bertrand Russell: Los problemas de la filosofía.
- George Bernard Shaw: Pigmalión.
- James Stephens: La olla de oro.
- León Tolstói: Hadji Murat (publicada póstumamente).
- Miguel de Unamuno: Del sentimiento trágico de la vida.
- Piotr Uspenski: Tertium organum.
- H. G. Wells: Matrimonio.
- William Butler Yeats: The Green Helmet and other Poems.

## Ciencia y tecnología
- Ernest Rutherford: Descubre el núcleo del átomo.
- Max von Laue: Inventa la cristalografía de rayos X.
- Fernando Lahille Describe por primera vez la marsopa de anteojos (Phocoena dioptrica)
- Alfred Wegener: publicó "El origen de los continentes y los océanos" y por esta obra es considerado uno de los padres de la geología moderna (Teoría de la deriva continental).
- Hombre de Piltdown: aparece uno de los mayores fraudes científicos.

## Deporte
- 1 de abril Se funda en Ituzaingo el Club Atlético Ituzaingo
- Juegos Olímpicos en Estocolmo (Suecia).
- Campeonato Uruguayo de Fútbol: Nacional se consagra campeón por tercera vez.
- Intermedia de la federación argentina de Foot-ball soccer: el Club Atlético Tigre se proclama campeón de la intermedia de la federación argentina de foot-ball en 1912.
- 14 de abril, se funda el Santos de Brasil.
- 1 de mayo: se funda en San Justo (Santa Fe), Argentina, el Club Colón de San Justo.

```
12 de junio
: se funda en 
Tegucigalpa (Francisco Morazán)
, 
Honduras
, el 
Olimpia
,como un equipo de beisbol.
```

- 1 de octubre, se funda el Club Cerro Porteño de Paraguay.
- 1 de noviembre, se funda el Club Atlético Temperley en Argentina.
- 21 de noviembre,se funda el Club Deportivo Tenerife en la isla homónima.
- 23 de noviembre, se funda el Deportivo Cali de Colombia
- 28 de diciembre: se funda el Club Polideportivo Mérida.

## Nacimientos

### Enero
- 2 de enero: Renato Guttuso, pintor italiano (f. 1987).
- 6 de enero: 
  - Celso Emilio Ferreiro, poeta español (f. 1979).
  - Loretta Young, actriz estadounidense (f. 2000).
- 21 de enero: Konrad Bloch, químico alemán, premio Nobel de Medicina en 1964 (f. 2000).
- 23 de enero: Lucho Bermúdez, cantante, compositor arreglista, clarinetista y director (f. 1994).
- 28 de enero: Jackson Pollock, pintor estadounidense (f. 1956).
- 30 de enero: Horst Matthai Quelle, filósofo alemán (f. 1999).
- 31 de enero: Camilo Ponce Enríquez, político ecuatoriano (f. 1976).
- 31 de enero: Leopoldo Eulogio Palacios, filósofo, ensayista, poeta y profesor universitario español (f. 1981).

### Febrero
- 2 de febrero: Millvina Dean, última superviviente del hundimiento del Titanic (f. 2009).
- 20 de febrero: Pierre Boulle, escritor francés (f. 1994).
- 28 de febrero: Francisco Palaviccini, compositor y cantante salvadoreño (f. 1996).

### Marzo
- 19 de marzo: Adolf Galland, militar alemán (f. 1996).
- 22 de marzo:
  - Leslie Johnson, piloto de automovilismo británico (f. 1959).
  - Karl Malden, actor estadounidense (f. 2009).
- 23 de marzo: Werner von Braun, ingeniero espacial germano-estadounidense (f. 1977).
- 31 de marzo: Roberto Meléndez,  futbolista y entrenador colombiano (f. 2000).

### Abril
- 14 de abril: Robert Doisneau, fotógrafo francés (f. 1994).
- 15 de abril: Kim Il-sung, líder de Corea del Norte entre 1948 y 1994 (f. 1994).
- 19 de abril: Rudi Fischer, piloto suizo de automovilismo (f. 1976).
- 30 de abril: Manuel Gutiérrez Mellado, militar y político español (f. 1995).

### Mayo
- 8 de mayo: George Woodcock, escritor y poeta canadiense (f. 1995).

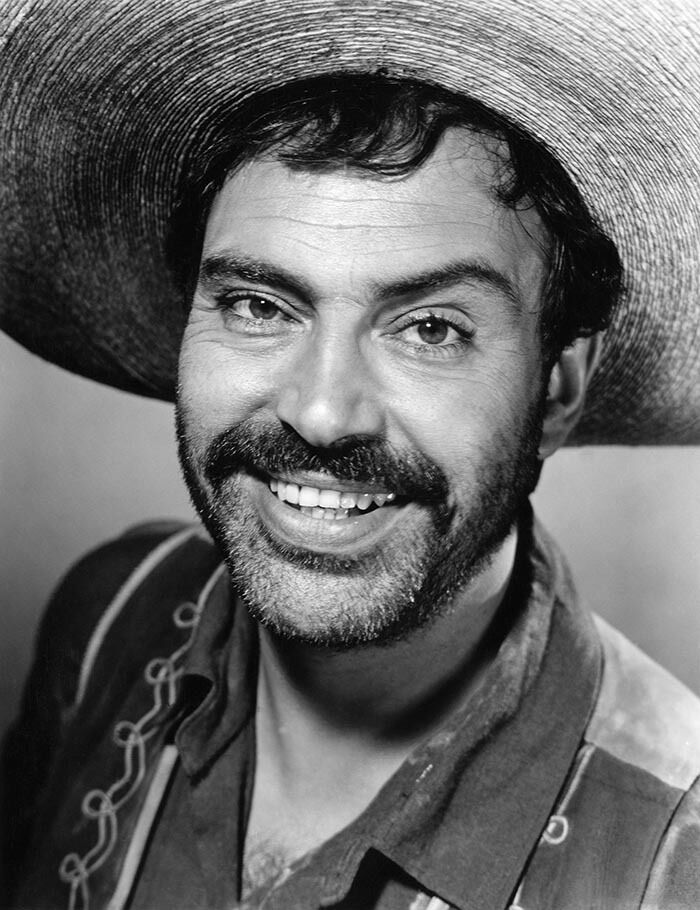
Pedro Armendáriz

- 9 de mayo: Pedro Armendáriz, actor mexicano (f. 1990).
- 19 de mayo: 
  - Eladio Martínez, cantante y compositor paraguayo de folclore (f. 1963).
  - Pietro Palazzini, cardenal italiano (f. 2000).
- 28 de mayo: Patrick White, escritor australiano, premio Nobel de Literatura en 1973 (f. 1990).

### Junio
- 4 de junio: Robert Jacobsen artista danés (f. 1993).
- 12 de junio: Gonzalo Rico Avello, jurista español (f. 1994).
- 23 de junio: Alan Turing, matemático británico (f. 1954).
- 30 de junio: 
  - Leopoldo Zea, filósofo mexicano (f. 2004).
  - Antonio Gómez Cano pintor español (f. 1984).

### Julio
- 8 de julio: Enrique Gil Gilbert, político y escritor ecuatoriano (f. 1973).
- 20 de julio: Enrique Gil Guerra, pintor español (f. 1996).
- 24 de julio: 
  - Arturo Acebal-Idígoras, pintor, escultor y ceramista vasco de origen argentino (f. 1977).
  - Alejandro "Patón" Carrasquel, beisbolista venezolano (f. 1969).
- 31 de julio: Milton Friedman, economista estadounidense (f. 2006).

### Agosto
- 9 de agosto: Igor Markevitch, director de orquesta y compositor ucraniano (f. 1983).
- 10 de agosto: Jorge Amado, escritor brasileño (f. 2001).
- 12 de agosto: 
  - Ertugrul Osman V, aristócrata turco-otomano (f. 2009).
  - Samuel Fuller, cineasta estadounidense (f. 1997).
- 15 de agosto: 
  - Elizabeth Kerr, actriz estadounidense (f. 2000).
- 18 de agosto: Elsa Morante, escritora italiana (f. 1985).
- 23 de agosto: Gene Kelly, actor y bailarín estadounidense (f. 1996).
- 25 de agosto: 
  - Erich Honecker, político y presidente de la República Democrática Alemana entre 1976 y 1989 (f. 1994).
  - Narciso Ibáñez Menta, actor y director teatral español  (f. 2004).
- 30 de agosto: Nancy Wake, periodista y espía neozelandesa (f. 2011).
- 31 de agosto: Ramón Vinay, cantante de ópera chileno (f. 1996).

### Septiembre
- 4 de septiembre: Gunther Lützow, aviador militar alemán (f. 1945).
- 5 de septiembre: John Cage, compositor estadounidense (f. 1992).
- 8 de septiembre: Alexander Mackendrick, cineasta estadounidense (f. 1993).
- 11 de septiembre: Apa Sahib Pant, político, diplomático y escritor indio (f. 1992).
- 14 de septiembre: Ada Carrasco, actriz mexicana (f. 1994).
- 16 de septiembre: György Sárosi, futbolista y entrenador húngaro (f. 1993)
- 18 de septiembreː María de la Cruz Toledo, activista y periodista chilena (f. 1995)
- 29 de septiembre: Michelangelo Antonioni, cineasta italiano (f. 2007).

### Octubre
- 1 de octubre: Tulio Jacovella, periodista, editor de libros y escritor argentino (f. 1994).
- 7 de octubre: Fernando Belaúnde Terry, arquitecto, político y presidente de la República del Perú (f. 2002).
- 8 de octubre: Roger Pla, escritor y crítico de arte argentino (f. 1982).
- 10 de octubre: Juan Ingallinella, médico comunista argentino; asesinado (f. 1955).
- 17 de octubre: Juan Pablo I, papa de la Iglesia católica (f. 1978).
- 21 de octubre: Alfredo Pián, piloto de automovilismo argentino (f. 1990).
- 27 de octubre: Conlon Nancarrow, compositor mexicano de origen estadounidense (f. 1997).

### Noviembre
- 3 de noviembre: Alfredo Stroessner Matiauda, militar, político y dictador paraguayo (f. 2006).
- 20 de noviembre: Otón de Habsburgo-Lorena, príncipe heredero austrohúngaro (f. 2011).
- 30 de noviembre: Hugo del Carril, director de cine, actor, guionista y cantante argentino (f. 1989).

### Diciembre
- 1 de diciembre: Minoru Yamasaki, arquitecto estadounidense (f. 1986).
- 8 de diciembreː Guillermina Medrano Aranda, maestra y política española (n. 2005)
- 31 de diciembre: John Dutton Frost, militar británico (f. 1993).

## Fallecimientos

### Enero
- 1 de enero: Cleto Zavala, compositor español (n. 1847).
- 28 de enero: Eloy Alfaro, presidente ecuatoriano (n. 1842).
- 28 de enero: Gustave de Molinari, Liberal y economista belga (n.1819)

### Marzo
- 29 de marzo: Robert Falcon Scott, explorador británico (n. 1868).
- 30 de marzo: Karl May, novelista alemán.

### Abril
- 15 de abril: las 1496 víctimas del hundimiento del transatlántico Titanic, entre ellos:
  - Thomas Andrews (39), arquitecto naval británico (n. 1873).
  - John Jacob Astor IV (47), millonario estadounidense (n. 1864).
  - Archibald Butt (46), periodista y militar estadounidense, ayudante de los presidentes Theodore Roosevelt y William Taft (n. 1865).
  - Thomas Byles (42), sacerdote católico inglés (n. 1870).
  - Jacques Futrelle (37), escritor francés (n. 1875).
  - Benjamin Guggenheim (46), empresario y millonario estadounidense (n. 1865).
  - John Harper (40), pastor de una iglesia bautista; puso a salvo a su hija Annie Jessie Harper (8) y rehusó a su puesto en un bote (n. 1872).
  - Wallace Hartley, violinista británico (n. 1878).
  - Francis David Millet (45), pintor, escultor, reportero y ensayista estadounidense (n. 1846).
  - James Paul Moody (24), oficial del Titanic (n. 1887).
  - William McMaster Murdoch (39), oficial del Titanic (n. 1873).
  - Jack Phillips (25), radiotelegrafista del Titanic (n. 1887).
  - Edward John Smith, marino mercante británico, capitán del Titanic (n. 1850).
  - William Thomas Stead (62), periodista, pionero del periodismo de investigación, y editor británico (n. 1849).
  - Isidor Straus (67), empresario estadounidense, copropietario de los almacenes Macy's y congresista en la Cámara de Representantes de los Estados Unidos (n. 1845).
  - Ida Straus (63), esposa de Isidor Straus (n. 1849).
  - Manuel Uruchurtu (39), diputado mexicano (n. 1872).
  - Henry Wilde (39), jefe de oficiales del Titanic (n. 1872).
- 20 de abril: Pedro Lira, pintor chileno (n. 1845).
- 20 de abril: Bram Stoker, escritor británico (n. 1847).
- 21 de abril: Benito Juárez Maza, Gobernador de Oaxaca entre 1911 a 1912 (n. 1852)
- 5 de mayo: Rafael Pombo, escritor y diplomático colombiano (n. 1833).
- 14 de mayo: August Strindberg, escritor y dramaturgo sueco (n. 1849).
- 19 de mayo: Marcelino Menéndez Pelayo, polígrafo, político y erudito español (n. 1856).
- 30 de mayo: Wilbur Wright, aviador estadounidense (n. 1867).
- 12 de junio: Frédéric Passy, político y economista francés, premio Nobel de la Paz en 1901 (n. 1822).
- 25 de junio: Hubert Latham, piloto francés (n.1883)
- 17 de julio: Henri Poincaré, matemático y hombre de ciencia francés (n. 1854).
- 25 de julio: Fernando Álvarez de Sotomayor y Flores, militar e inventor español (n. 1844).
- 6 de agosto: Julio Herrera y Obes, presidente uruguayo (n. 1841).
- 13 de agosto: Jules Massenet, compositor de ópera francés (n. 1842).
- 19 de agosto: Antonio Rodríguez Martínez (el Tío de la Tiza), músico y compositor español (n. 1861).
- 26 de agosto: José María Velasco Gómez, pintor paisajista mexicano (n. 1840).
- 4 de octubre: Benjamín Francisco Zeledón Rodríguez,  abogado, político y militar nicaragüense (n. 1879).
- 16 de octubre: Auguste Beernaert, estadista belga, premio Nobel de la Paz en 1909 (n. 1829).
- 3 de noviembre: Mutsuhito, emperador japonés (n. 1852).
- 12 de noviembre: José Canalejas, político y escritor español (n. 1854).
- 21 de noviembre: Máximo Tajes, presidente uruguayo (n. 1852).
- 13 de diciembre: Vital Aza, dramaturgo cómico español (n. 1851).

## Premios Nobel
- Física: Nils Gustaf Dalén.[4]
- Química: Victor Grignard y Paul Sabatier.[5]
- Medicina: Alexis Carrel.[6]
- Literatura: Gerhart Johann Robert Hauptmann.[7]
- Paz: Elihu Root.[8]